# 1938

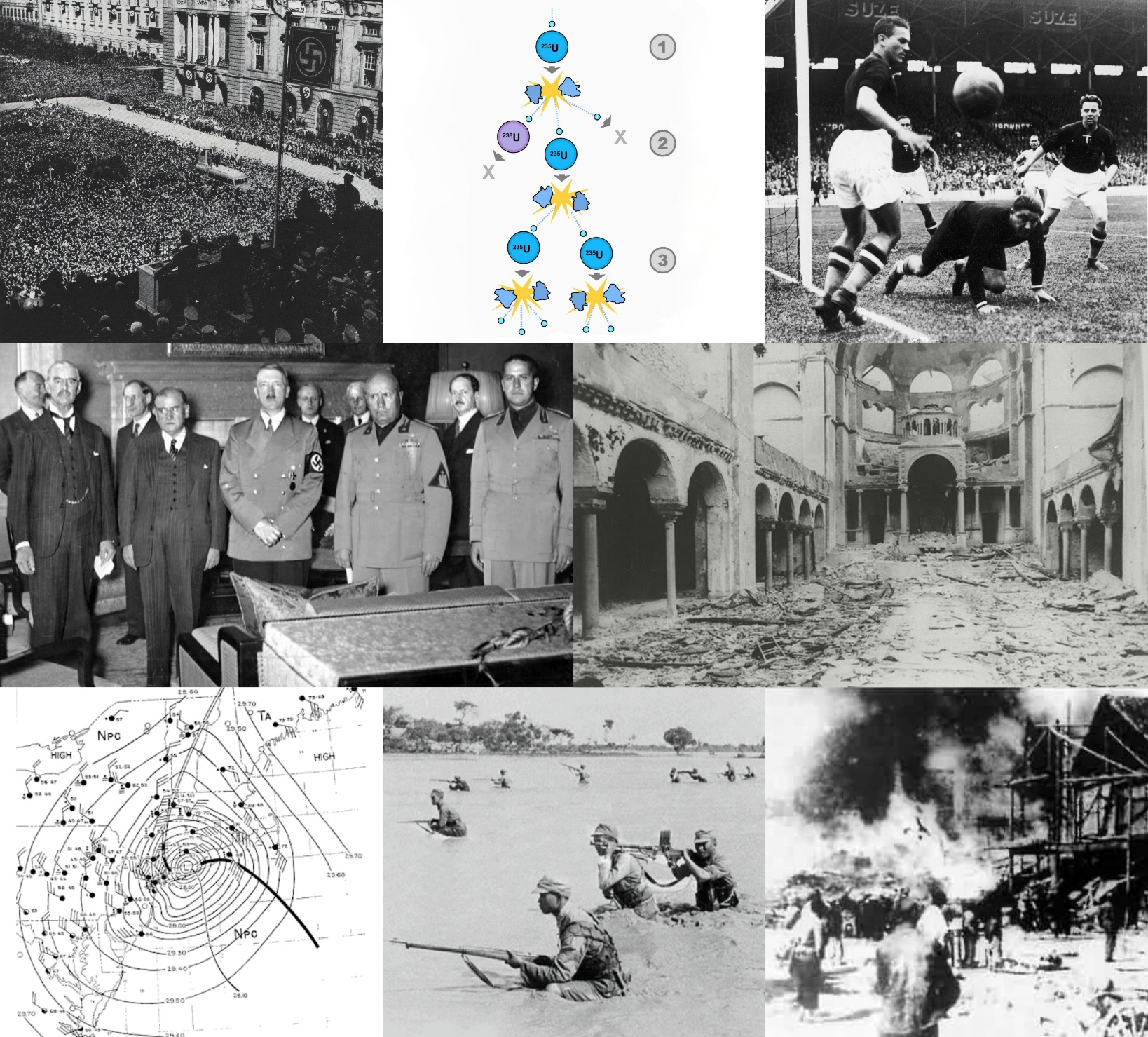

1938 (MCMXXXVIII) là một năm thường bắt đầu vào Thứ bảy của lịch Gregory, năm thứ 1938 của Công nguyên hay của Anno Domini, the năm thứ 938  của thiên niên kỷ 2, năm thứ 38  của thế kỷ 20, và năm thứ  9   của thập niên 1930. 

## Sự kiện

### Tháng 3
- 12 tháng 3: Đức xâm lược Áo.
- 18 tháng 3: Nhật Bản thành lập chính phủ thân Nhật tại Trung Hoa.

### Tháng 6
- 9 tháng 6: Tưởng Giới Thạch hạ lệnh khai quật đê Hoàng Hà để cải tạo lại.
- 11 tháng 6: Vũ Hán hội chiến

### Tháng 10
- 12 tháng 10: Quân Nhật tiến vào Quảng Châu.

## Sinh

### Tháng 4
- 7 tháng 4: Jerry Brown

### Tháng 7
- 21 tháng 7: Janet Reno, cựu Bộ trưởng Tư pháp Hoa Kỳ

### Tháng 8
- 21 tháng 8: Kenny Rogers, ca sĩ người Mỹ (m. 2020)

### Tháng 11
- 24 tháng 11: Spencer Johnson, nhà văn, tiến sĩ tâm lý học người Mỹ (m. 2017)

## Mất

### Tháng 3
- 15 tháng 3: Aleksey Ivanovich Rykov, Chủ tịch Hội đồng Dân ủy Nhân dân Liên Xô (s. 1881)

### Tháng 5
- 4 tháng 5: Kano Jigoro, Người sáng tạo ra võ Judo (s. 1860)
- 13 tháng 5: Charles Édouard Guillaume, nhà vật lý người Thụy Sĩ (s. 1861)
- 15 tháng 5: Tào Côn, Đại Tổng thống thứ 5 của Trung Hoa Dân Quốc (s. 1862)

### Tháng 9
- 30 tháng 9: Đường Thiệu Nghi, Thủ tướng đầu tiên của Trung Hoa Dân Quốc (s. 1862)

### Tháng 11
- 10 tháng 11: Mustafa Kemal Atatürk, Tổng thống đầu tiên của Thổ Nhĩ Kỳ (s. 1881)
- 19 tháng 11: Kaarlo Castrén, Thủ tướng thứ 4 của Phần Lan (s. 1860)

### Tháng 12
- 11 tháng 12: Christian Lous Lange, Nhà sử học, Nhà khoa học chính trị người Na Uy, nhận Giải Nobel Hoà bình năm 1921 (s. 1869)

## Giải Nobel
- Vật lý - Enrico Fermi
- Hóa học - Richard Kuhn
- Y học - Corneille Jean François Heymans
- Văn học - Pearl S. Buck
- Hòa bình - Nansen International Office For Refugees, Geneva.